# Friedrich August Weinzheimer

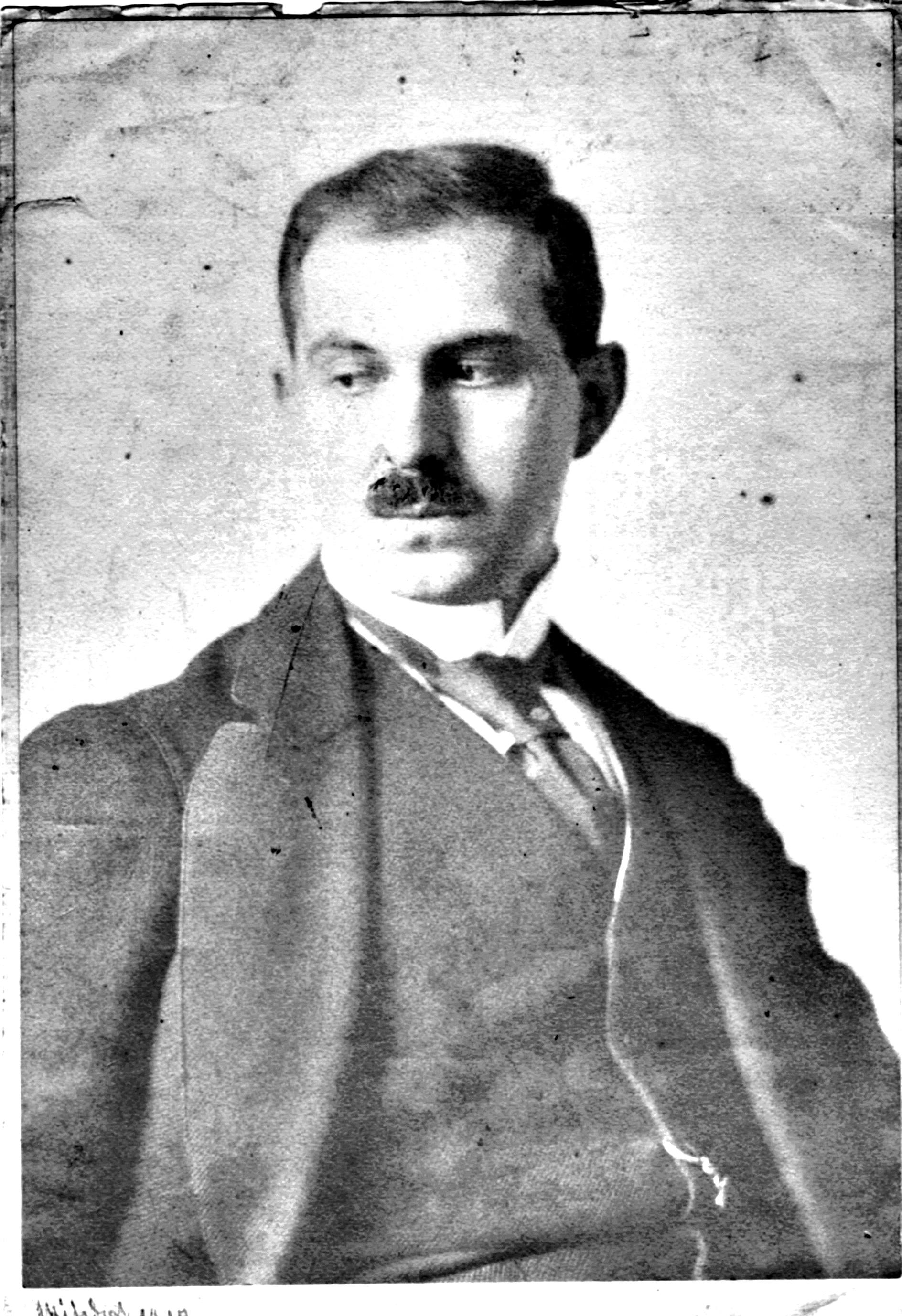
Foto Weinzheimers um 1912

Friedrich August Weinzheimer (* 29. September 1882 in Golzheim; † 1947 in Florenz) war ein deutscher Maler, Zeichner und Grafiker.

## Werdegang

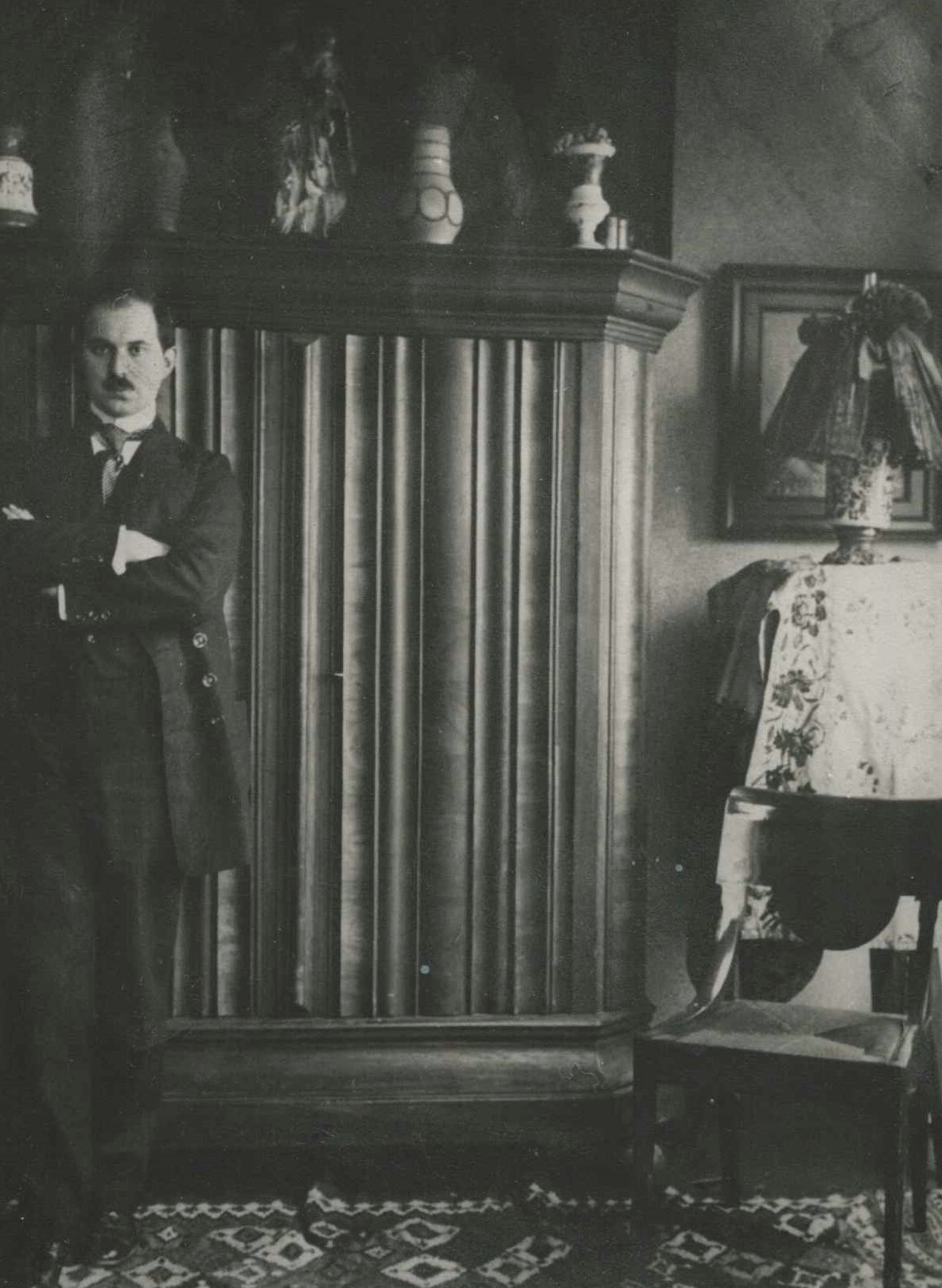
Weinzheimer in Florenz, ca. 1914

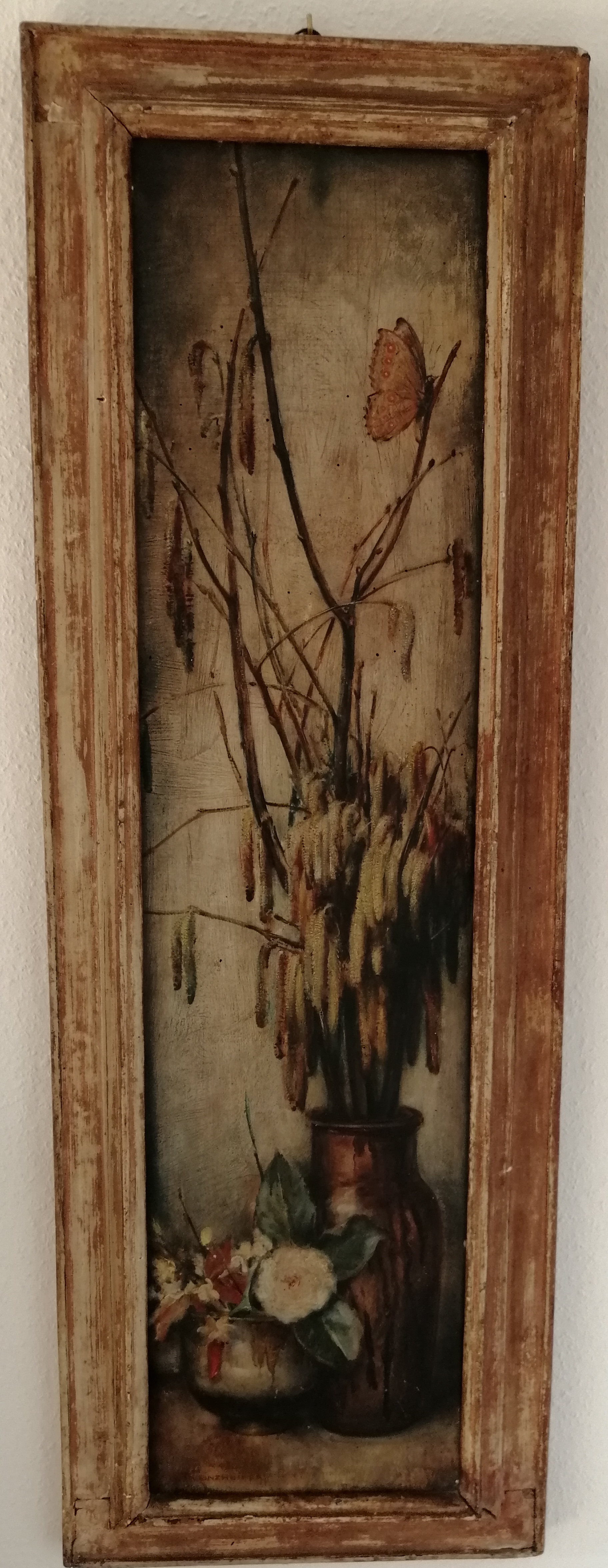
Stillleben

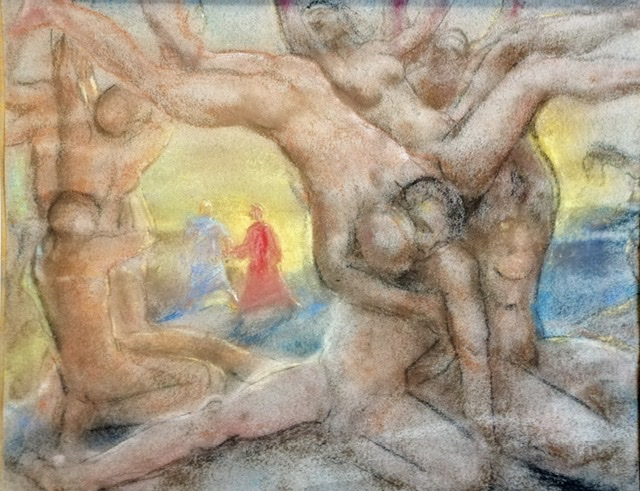
Dantes Inferno

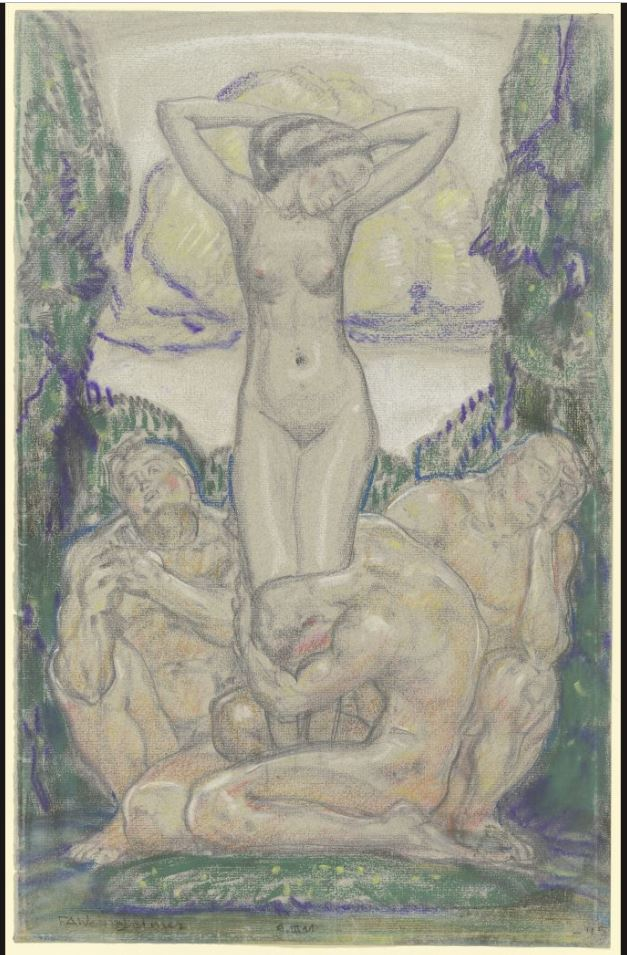
Anbetung II vom 9. März 1911 im Frankfurter Städel Museum

Er studierte von 1900 bis 1902 an der Düsseldorfer Akademie, von 1903 bis 1907 an der Akademie in Berlin. Von 1908 bis 1917 war er in Köln tätig, hier wurden seine Werke meist durch die Kölner Kunsthandlung Abels verkauft, und von 1913 bis 1914 in den USA. Von 1918 bis 1922 lebte er wieder in Köln, danach in Florenz.
Er erhielt 1905 den Menzelpreis, 1914 einen vierteljährigen Gastaufenthalt im Rahmen des Villa-Romana-Preises, den er wegen Ausbruch des Ersten Weltkrieges nicht mehr antreten konnte.
Bei der kunstgeschichtlich bedeutsamen Armory Show 1913 war Weinzheimer neben Picasso, Van Gogh, Monet und anderen Vertretern der Moderne mit zwei Werken vertreten.
Weinzheimer war 1909 Mitbegründer des Kölner Künstlerbundes, dessen Vorsitzender er bis 1911 war. Später war er in der Abspaltung, der Cölner Secession tätig. Seine Signatur war F.A. Weinzheimer. Weinzheimers Hauptwerk ist der Zyklus „Dantes Inferno“.
1937 wurden in der Nazi-Aktion „Entartete Kunst“ nachweislich sechs seiner Arbeiten in Deutschland aus öffentlichen Sammlungen beschlagnahmt. Er durfte jedoch weiter ausstellen.
2013 waren zwei seiner Werke in einer Ausstellung der New-York Historical Society zu sehen.

## 1937 als „entartet“ aus öffentlichen Sammlungen in Deutschland beschlagnahmte Werke
- Liebe / Paar (Radierung, 17,2 × 23 cm, 1914; Blatt 11 der beschlagnahmten 1. Mappe der Düsseldorfer Gesellschaft für zeitgenössische Kunst; Kunstsammlungen der Stadt Düsseldorf. 1940 zur „Verwertung“ auf dem Kunstmarkt an den Kunsthändler Bernhard A. Böhmer. Verbleib unbekannt)[6]
- Kreuztragung (Radierung; Kunstsammlungen der Stadt Düsseldorf)
- Zwei nackte Menschen (Radierung; Kunstsammlungen der Stadt Düsseldorf. Vernichtet)
- Massengrab (Radierung; Kunstsammlungen der Stadt Düsseldorf. Vernichtet)
- Der Bolschewik (Aquarell; Städtische Kunstsammlung Duisburg. Vernichtet)
- Tanzendes Paar (Druckgrafik; Städtische Bildergalerie Wuppertal-Elberfeld. Vernichtet)

## Weitere Werke
- Eisengießerei (Öl, um 1940)[7]
- Villa d’Este bei Rom (Öl, um 1940)[8]

## Ausstellungen
- 1911, November – Dezember: 23. Ausstellung der Berliner Secession, Zeichnende Künste, Berlin, Ausstellungshaus am Kürfürstendamm 208/9
- 1912, Mai – September: Internationale Kunstausstellung des Sonderbundes Westdeutscher Kunstfreunde und Künstler zu Cöln, Köln, Städtische Ausstellungshalle am Aachener Tor
- 1912, November bis Dezember: 25. Ausstellung des Berliner Secession, Zeichnende Künste, Berlin, Ausstellungshaus am Kürfürstendamm 208/9
- 1913: Cölner Secession, Köln, Wallraf-Richartz-Museum
- 1912: Kunsthütte Chemnitz
- 1913, April: Städtische Kunsthalle Düsseldorf
- 1913, Februar – März: Internationale Exhibition of Modern Art (Armory Show), New York, Armory of the 69th Infantry
- 1913, März – April: Internationale Exhibition of Modern Art (Armory Show), Chicago The Art Institute of Chicago
- 1913, April – Mai: Internationale Exhibition of Modern Art (Armory Show), Boston, Copley Hall
- 1913, Oktober – November: Eröffnungsausstellung, Kölnischer Kunstverein, Köln, Gemäldegalerie des Kölnischen Kunstvereins
- 1914, Februar – März: Internationale Ausstellung in der Kunsthalle Bremen, Bremen,
- 1914, Mai, Kollektionen: Schmidt-Rottluff/Alexander Kanoldt/F.A. Weinzheimer/L.L. Wulf. Plastiken, Berlin, Fritz Gurlitt
- 1921, März – Oktober: Ausstellung Deutsche Kunst in der Kunsthalle Baden-Baden[9]
- 1914, Juli: „Neue Kunst“ Hans Goltz, München[10]
- 1940 und 1942 Große Deutsche Kunstausstellung, München, Haus der Deutschen Kunst